# 葉爾衡
叶尔衡（?—?）北京人，清朝及中华民国官员。

## 生平
叶尔衡毕业于日本早稻田大学政治经济科。历任郎中、甘肃提法使。
中华民国成立后，他历任甘肃内务司长、甘肃财政厅长、福建高等审判厅厅长、四川高等審判廳廳長、甘凉道道尹、兰山道道尹、平政院评事等职。
抗日战争期间，他曾任日本控制下的河北省公署参事。